# 1945 en cyclisme
| Années du cyclisme : 1942 - 1943 - 1944 - 1945 - 1946 - 1947 - 1948    |
| Décennies du cyclisme : 1910 - 1920 - 1930 - 1940 - 1950 - 1960 - 1970 |

Les faits marquants de l'année 1945 en cyclisme

## Par mois

### Mars
- 11 mars : l'Italien Fermo Camellini gagne le Grand Prix de Nice.
- 25 mars : le Belge Jean Bogaerts gagne la Première édition du Het Volk.

### Avril
- 1er avril : comme l'an dernier l'Espagnol Ignacio Orbaiceta gagne le Grand Prix de Pâques. C'est sa troisième victoire dans cette épreuve en tout.
- 2 avril : le Français Joseph Goutorbe gagne le Critérium national de la Route.
- 8 avril : le Français Apo Lazarides gagne la Course de côte du Mont Chauve pour la deuxième année d'affilée.
- 8 avril : l'Espagnol Fermin Trueba gagne la Subida a Naranco pour la deuxième fois.
- 9 avril : Paul Maye remporte Paris-Roubaix.
- 15 avril : le Belge Marcel Kint gagne le Circuit des Ardennes Flamandes.
- 22 avril : le Français Francis Fricker gagne la Course de côte du Mont Faron en ligne.
- 25 avril : le Belge Albéric Schotte gagne la Nokere Koerse.
- 29 avril : le Français Paul Maye gagne Paris-Tours pour la troisième fois.
- 29 avril : l'Espagnol José Gandara gagne la Subida a Arrate.

### Mai
- 1er mai : l'Italien Mario Ricci gagne le Trophée Matteotti.
- 1er mai : le Belge Maurice Meersman gagne le Grand Prix Hoboken.
- 10 mai : départ du cinquième Tour d'Espagne.
- 15 mai : le Belge Valère Ollivier gagne la première édition de Kuurne-Bruxelles-Kuurne.
- 31 mai : l'(Espagnol Delio Rodríguez gagne le Tour d'Espagne.

### Juin
- 3 juin : le Belge Marcel Kint gagne la Flèche wallonne pour la troisième fois d'affilée.
- 3 juin : l'Espagnol Enrique Armengol gagne le Trophée Masferrer.
- 10 juin : le Belge Sylvain Grysolle gagne le Tour des Flandres.
- 13 juin : l'Italien Giovanni Corrieri gagne le Tour de la province de Reggio de Calabre. L'épreuve ne reprendra qu'en 1949.
- 13 juin : le Belge Rik Van Steenbergen gagne la première édition de Bruxelles-Ingooigem.
- 17 juin : le Belge Rik Van Steenbergen devient champion de Belgique sur route pour la deuxième fois.
- 17 juin : le Suisse Hans Maag gagne le Tour du Nord-Ouest de la Suisse.
- 24 juin : le Belge Norbert Callens gagne la première édition du Tour de Belgique.
- 24 juin : l'Italien Zaurino Guidi gagne le Tour du Latium.
- 29 juin ; l'Espagnol : Juan Gimeno devient champion d' Espagne sur route.
- 30 juin : le Suisse Léo Weilenmann gagne le Championnat de Zurich.

### Juillet
- 1er juillet : le Suisse Ernst Wurthrich devient champion de Suisse sur route.
- 1er juillet : le Belge Eloi Meulenberg gagne le Tour du Limbourg.
- 1er juillet : l'Espagnol Vicente Miro gagne la Vuelta a los Puertos.
- 8 juillet : le Circuit des As est la première course cycliste Italienne de l'après guerre et aussi retour de l'Italien Fausto Coppi puisqu'il s'adjuge la victoire.
- 8 juillet : le Français Louis Gauthier gagne la première édition des Boucles de la Seine.
- 8 juillet : le Belge André Maelbrancke gagne le Circuit des 11 villes.
- 15 juillet : le Luxembourgeois Jean Goldschmit gagne le Tour de Luxembourg.
- 15 juillet : le Belge André Pieters gagne le Circuit Mandel-Lys-Escaut.
- 22 juillet : comme l'an dernier l'Italien Michele Motta gagne le Trophée Baracchi. C'est sa troisième victoire dans cette épreuve.
- 22 juillet : le Belge Achiel de Backer gagne la Première édition du Circuit de Flandre Orientale.
- 29 juillet : le Belge Robert Eenaeme gagne le premier Gand-Wevelgem d'après guerre. C'est sa troisième victoire dans cette épreuve.
- 29 juillet : le Luxembourgeois Joseph Bintener devient champion du Luxembourg sur route.
- 29 juillet : le Britannique J A Driscoll devient champion de Grande-Bretagne sur route NCU.
- 29 juillet : l'Italien Vito Ortelli gagne Milan-Turin.
- 29 juillet : l'Espagnol Ignacio Esnaola gagne le Grand Prix de Villafranca pour la deuxième année d'affilée.

### Août
- 5 août : le Belge Jean Engels gagne Liege-Bastogne-Liege.
- 26 août : l'Italien Adolfo Leoni gagne les Trois vallées varésines.
- 21 août : le Belge Karel de Baere gagne le Grand Prix de Zottegem.
- 26 août : le Français Georges Murier gagne le Circuit de l'Indre.
- 31 août : le Belge Rik Van Steenbergen gagne la première édition de " A Travers la Belgique".

### Septembre
- 2 septembre : l'Italien Secondo Barisone gagne le Tour du Piémont.
- 4 septembre : le Français Sylvère Jezo gagne le Circuit des boucles de l'Aulne.
- 9 septembre : l'Italien Sergio Maggini gagne le Trophée Bernocchi.
- 13 septembre : le Belge Sylvain Grysolle gagne le Championnat des Flandres pour la deuxième fois.
- 15 septembre : le Français Eloi Tassin gagne le Grand prix des Nations.
- 16 septembre : l'Espagnol Bernardo Ruiz gagne le Tour de Catalogne.
- 16 septembre : l'italien Severino Canavesi devient champion d'Italie sur route . Cette année le championnat d'Italie se dispute sur circuit.
- 23 septembre : le Suisse Ferdi Kubler gagne "A travers Lausanne" pour la quatrième fois.
- 27 septembre : le Belge André Maelbrancke gagne le Circuit Houtland dont c'est la première édition.
- 29 septembre : le Néerlandais Théo Middelkamp est champion des Pays-Bas sur route pur la troisième fois.
- 30 septembre : Circuit de Lugano, Coppi gagne en courant le dernier tour à la moyenne d'environ 44 KM/H, il prend un Tour de circuit à tous les concurrents.

### Octobre
- 7 octobre : cette année le Tour du Latium se dispute deux fois. L'Italien Gino Bartali gagne l'épreuve pour la troisième fois.
- 14 octobre : l'Italien Gino Bartali gagne le Tour de Campanie pour la deuxième fois.
- 16 octobre : le Néerlandais Théo Middelkamp gagne le Grand Prix de Clôture.
- 21 octobre : l'Italien Mario Ricci gagne le Tour de Lombardie pour la deuxième fois.

### Novembre
4 novembre : l'Italien Luigi Casola gagne le Tour de Vénétie. L'épreuve ne sera pas disputée en 1946 et reprendra en 1947.  
18 novembre : l'Italien Fausto Coppi gagne le Circuit d' Ospedaletti.  
Cette année le championnat de France sur route se dispute aux points sur plusieurs épreuves, le Français Eloi Tassin devient champion de France sur route. (MERCI DE RENSEIGNER SUR LE NOM DES EPREUVES ET LEURS DATES)     

## Principales naissances
- 5 février : Mino Denti, cycliste italien.
- 19 février : Viktor Bykov, cycliste soviétique.
- 26 février : Roland Berland, cycliste français.
- 26 mars : Enrico Paolini, cycliste italien.
- 25 avril : Giacinto Santambrogio, cycliste italien († 13 juin 2012)
- 1er juin : Marino Basso, cycliste italien.
- 5 juin : Wladimiro Panizza, cycliste italien († 21 juin 2002)
- 9 juin : Luis Ocaña, cycliste espagnol († 20 mai 1994)
- 12 juin : Gaby Minneboo, cycliste néerlandais.
- 17 juin : Eddy Merckx, cycliste belge.
- 29 juin : Graeme Gilmore, cycliste australien.
- 19 juillet : Cipriano Chemello, cycliste italien
- 23 août : Eric De Vlaeminck, cycliste belge († 4 décembre 2015)
- 15 septembre : Giancarlo Bellini, cycliste italien.
- 30 septembre : José Manuel Fuente, cycliste espagnol († 18 juillet 1996)
- 3 novembre : Peder Pedersen, cycliste danois († 10 janvier 2015)
- 19 novembre : Bernard Guyot, cycliste français.
- 20 novembre : Cees Stam, cycliste néerlandais.
- 30 novembre : Álvaro Pachón, cycliste colombien.

## Principaux décès
- 1er janvier : Hermann Buse, cycliste allemand (° 27 février 1907)
- 13 mars : Pietro Fossati, cycliste italien (° 29 juin 1905)
- 10 avril : Lucien Storme, cycliste belge (° 18 juillet 1916)
- 6 juin : Francesco Verri, cycliste italien (° 11 juin 1885)
- 10 juin : Mario Cipriani, cycliste italien (° 29 mai 1909)
- 20 juin : Toni Merkens, cycliste allemand (° 21 juin 1912)
- 15 août : Pietro Chesi, cycliste italien (° 24 novembre 1902)